# Halysidota conflua
Halysidota conflua är en fjärilsart som beskrevs av Watson 1980. Halysidota conflua ingår i släktet Halysidota och familjen björnspinnare. Inga underarter finns listade i Catalogue of Life.